# Sascha Helge Rackwitz
Sascha Helge Rackwitz (* 18. August 1972) ist ein Flottillenadmiral der Deutschen Marine und Büroleiter des Generalinspekteurs der Bundeswehr.

## Militärische Laufbahn

### Ausbildung und erste Verwendungen
Rackwitz trat 1991 in die Deutsche Marine ein und absolvierte seine Ausbildung zum Marineoffizier mit der Crew VII/91. Er absolvierte von 1992 bis 1996 ein Studium der Staats- und Sozialwissenschaften an der Universität der Bundeswehr München. Nach den anschließenden Offizier A-Lehrgängen wurde Rackwitz von 1998 bis 2001 als Wachoffizier auf Ubooten in Eckernförde eingesetzt. Es schloss sich eine zweijährige Verwendung als Adjutant beim Befehlshaber Wehrbereichskommando I „Küste“ in Kiel an. Von 2003 bis 2004 nahm er an der Erweiterten Fachausbildung (Offizier B-Lehrgang Operationsdienst) in Bremerhaven teil. 2004 übernahm er als Kommandant das Kommando über U 24 in Eckernförde.
Rackwitz nahm von 2006 bis 2008 am 3. Streitkräftegemeinsamen Generalstabs- und Admiralstabslehrgang an der Führungsakademie der Bundeswehr in Hamburg teil.

### Dienst als Stabsoffizier
Rackwitz diente von 2008 bis 2009 als Stabsoffizier beim Chef des Stabes Führungsstab der Streitkräfte im Bundesministerium der Verteidigung (BMVg) in Bonn. Daran schloss sich eine Verwendung als Referent Strategie und Grundlagen Militärpolitik beim Führungsstab der Streitkräfte (Fü S III 2) im BMVg in Berlin an. 2011 folgte eine Verwendung als Kommandeur des 1. Ubootgeschwaders in Eckernförde. Ab 2013 war Rackwitz Referent im Auswärtigen Amt bei der Ständigen Vertretung der Bundesrepublik Deutschland bei der Europäischen Union in Brüssel. 2016 wechselte er als Adjutant beim Inspekteur der Marine nach Rostock. Es schloss sich von 2017 bis 2020 eine Verwendung als Leit-Dozent Operative Führung, Fakultät Marine, an der Führungsakademie der Bundeswehr in Hamburg an. Dabei wurde er von April bis Juli 2019 als Kontingentführer des deutschen Einsatzkontingentes zur Unterstützung der NATO-Aktivität in der Ägäis eingesetzt. Es folgte 2020 bis 2021 eine Verwendung als stellvertretender Kommandeur und Chef des Stabes der Einsatzflottille 1. Es folgte 2021 bis 2023 eine ministerielle Verwendung im Bundesministerium der Verteidigung am Dienstsitz Berlin. Hier war er als Referatsleiter für Zentrale Angelegenheiten und Büroleiter beim Abteilungsleiter Führung Streitkräfte.

### Dienst als Admiral
Am 17. Januar 2023 übernahm Rackwitz unter Beförderung zum Flottillenadmiral das Kommando über die Einsatzflottille 1 in Kiel von Flottillenadmiral Henning Faltin. Seit November 2024 ist er Büroleiter des Generalinspekteurs der Bundeswehr im Bundesministerium der Verteidigung in Berlin.

## Ehrenämter
Seit Ende April 2024 ist Rackwitz Vorsitzender des Deutschen Maritimen Instituts und Stellvertreter des Vorsitzenden der Marine-Offizier-Vereinigung.